# Poa durifolia
Poa durifolia är en gräsart som beskrevs av Giussani, Nicora och Roig. Poa durifolia ingår i släktet gröen, och familjen gräs. Inga underarter finns listade i Catalogue of Life.